# Isidre Bosch i Bataller
Isidre Bosch i Bataller (Vilanna, Bescanó, 8 de diciembre de 1875-Gerona, 22 de julio de 1960) fue un arquitecto modernista español. 

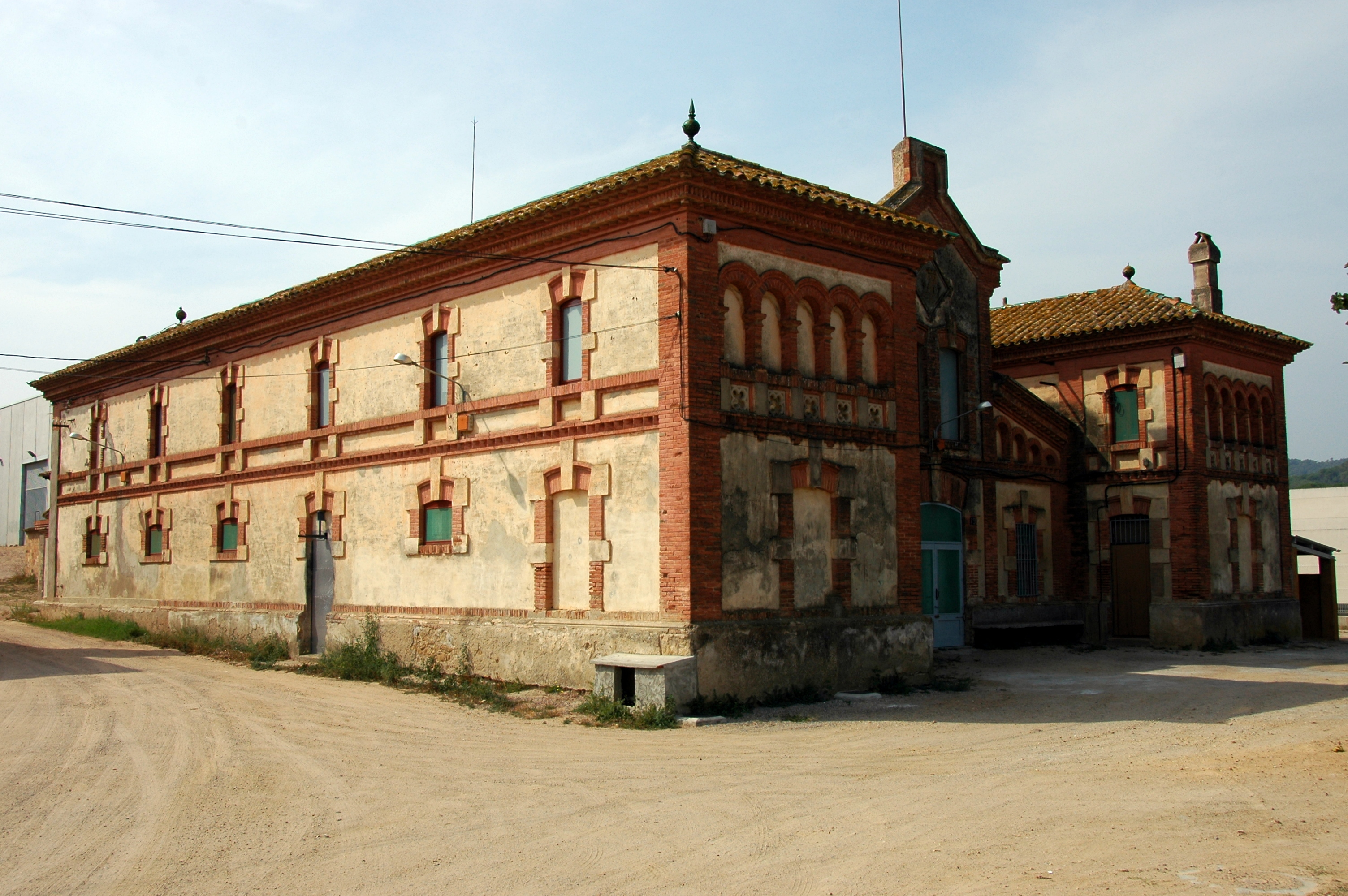
Matadero municipal de Palafrugell (1907-1910)

Estudió en la Escuela de Arquitectura de Barcelona, donde se tituló en 1898. Fue arquitecto municipal de Palafrugell (1908-1932), donde construyó el Matadero municipal (1907-1910); y Cassá de la Selva (1908 y 1923-1928), donde fue artífice de las casas Serra (1910) y Figueras (1918). En Gerona fue autor de las casas Furest (1904) y Can Noguera (1914).